# Akira Himekawa
Akira Himekawa (jap. 姫川 明, Himekawa Akira) ist das Pseudonym der japanischen Manga-Zeichnerinnen und Illustratorinnen A. Honda (本田 A, Honda A.) und S. Nagano (長野 S, Nagano S.).

## Leben
Seit den 1990er-Jahren sind die japanischen Künstlerinnen A. Honda und S. Nagano unter dem Pseudonym Akira Himekawa als professionelle Mangaka tätig. Zuvor lernten sie sich nach eigenen Aussagen über die Fan-Community zu einer in Japan sehr beliebten Manga-Serie an ihrer Universität kennen. Zunächst begannen sie, Manga mit Tieren zu zeichnen.
Zu ihren ersten professionellen Serien zählen die 1994 im Manga-Magazin Newtype erschienene, in drei Bänden abgeschlossene Reihe Loup Gal, sowie die aus 1995 stammenden Manga Alchemia und Legend of Crystania.
2003 adaptierten Akira Himekawa den Klassiker Astro Boy des Mangaka Osamu Tezuka unter dem Titel Astro Boy: Tetsuwan Atom in drei Teilen für den Verlag Shogakukan. Eine weitere Adaption ist der Shonen-Manga zum Anime Brave Story aus dem Jahr 2006 nach der Story von Miyuki Miyabe, ebenfalls für Shogakukan.
Beim selben Verlag erschienen mit Einwilligung von Nintendo in Japan in den Jahren 2000 bis 2009 insgesamt zehn Manga zur Spieleserie The Legend of Zelda. Diese zeichneten Akira Himekawa. Thematisiert werden acht Spiele der Reihe; zwei von ihnen werden in einer jeweils zweibändigen Serie zusammengefasst. Seit 2016 wird in Deutschland eine neue, elfbändige Reihe zu dem Spiel The Legend of Zelda: Twilight Princess bei Tokyopop veröffentlicht.
2008 begannen sie die Zusammenarbeit mit Qais Sedki, nach dessen Story sie im Auftrag des arabischen Verlags Flipflap Publishing den Manga Gold Ring zeichneten.
Ende Juli 2010 besuchten Akira Himekawa die AnimagiC 2010, wo sie den Fans Autogramme gaben, am 31. Juli und 1. August in zwei Question-and-Answer-Panels Rede und Antwort standen und ihrerseits Fragen ans Publikum stellten.

## Werke
- Loup Gal (1994)
- Alchemia (1995)
- Legend of Crystania (1995)
- Jikū Tenshō Nazca (1998)
- The Legend of Zelda
  - The Legend of Zelda: Ocarina of Time (2000, 2 Bände)
  - The Legend of Zelda: Majora’s Mask (2001)
  - The Legend of Zelda: Oracle of Seasons (2001)
  - The Legend of Zelda: Oracle of Ages (2001)
  - The Legend of Zelda: Four Swords + (2004, 2 Bände)
  - The Legend of Zelda: A Link to the Past (2005)
  - The Legend of Zelda: The Minish Cap (2006)
  - The Legend of Zelda: Phantom Hourglass (2009)
  - The Legend of Zelda: Twilight Princess (2016, 11 Bände, davon bisher 9 Bände auf Deutsch)
- Off Road Kids – Kinder ohne Obdach (2003)
- Astro Boy: Tetsuwan Atom (2003)
- Brave Story (2006)
- 556 Lab (2008)
- Gliding Reki (2008)
- Gold Ring (2008)
- Nozoite Miina (2008)
- Ao Kishi – Tetsuwan Atom Ao Kishi Yori (2009)
- Drachentraum